# Moritz Ludwig George Wichmann
Moritz Ludwig Georg Wichmann (Celle, 14 september 1821 — Koningsbergen, 7 februari 1859) was een Duits astronoom. He observeerde vooral kleine planeten.
Als student van Friedrich Wilhelm Bessel observeerde hij met de beroemde Königsberg heliometer. In 1853 publiceerde hij de determinatie van de parallax van de ster Groombridge 1830.

## Erkentelijkheden
De planetoïde 7103 Wichmann en de krater Wichmann op de maan werden naar hem genoemd.
- Gemeinsame Normdatei: 117575046
- International Standard Name Identifier: 0000 0000 2014 4715
- Mathematics Genealogy Project: 166471
- Nederlandse Thesaurus van Auteursnamen: 264215354
- Système universitaire de documentation: 203591593
- Virtual International Authority File: 3252087
- WorldCat: E39PBJdgWchf6mg93mrPCvdJDq